# Deltochilum sextuberculatum
Deltochilum sextuberculatum là một loài bọ cánh cứng trong họ Bọ hung (Scarabaeidae).